# Satyre de Mazara del Vallo
Le satyre de Mazara del Vallo est une statue grecque en bronze, découverte en mer en 1997-1998, et représentant un satyre dansant de plus grande proportion que la figure humaine dont le raffinement et la proximité avec le style de Praxitèle en ont fait un sujet de débat.

## Découverte
En mars 1997, alors qu'il pêche au large de Mazara del Vallo, dans les eaux internationales, un bateau ramène dans ses filets la jambe d'une statue en bronze. Une prospection électromagnétique permet de repérer, par 480 mètres de fond, une autre partie de la sculpture — le torse et la tête —, qui est remontée un an plus tard. La profondeur importante et la situation juridique complexe empêchent alors la fouille de se poursuivre.
Fortement abîmés par les organismes marins, les fragments sont restaurés et remontés par Paola Donati, de l'Istituto Centrale per Il Restauro de Rome. La statue est exposée à la Chambre des députés italienne du 1er avril au 2 juin 2003, puis aux musées du Capitole du 6 juin au 6 juillet 2003. Installée ensuite dans un musée à son nom, dans l'église Sant' Egidio de Mazara del Vallo, elle en est sortie depuis à deux reprises : pour l'exposition universelle d'Aichi, en 2005, et pour l'exposition Praxitèle au musée du Louvre, en 2007.

## Description

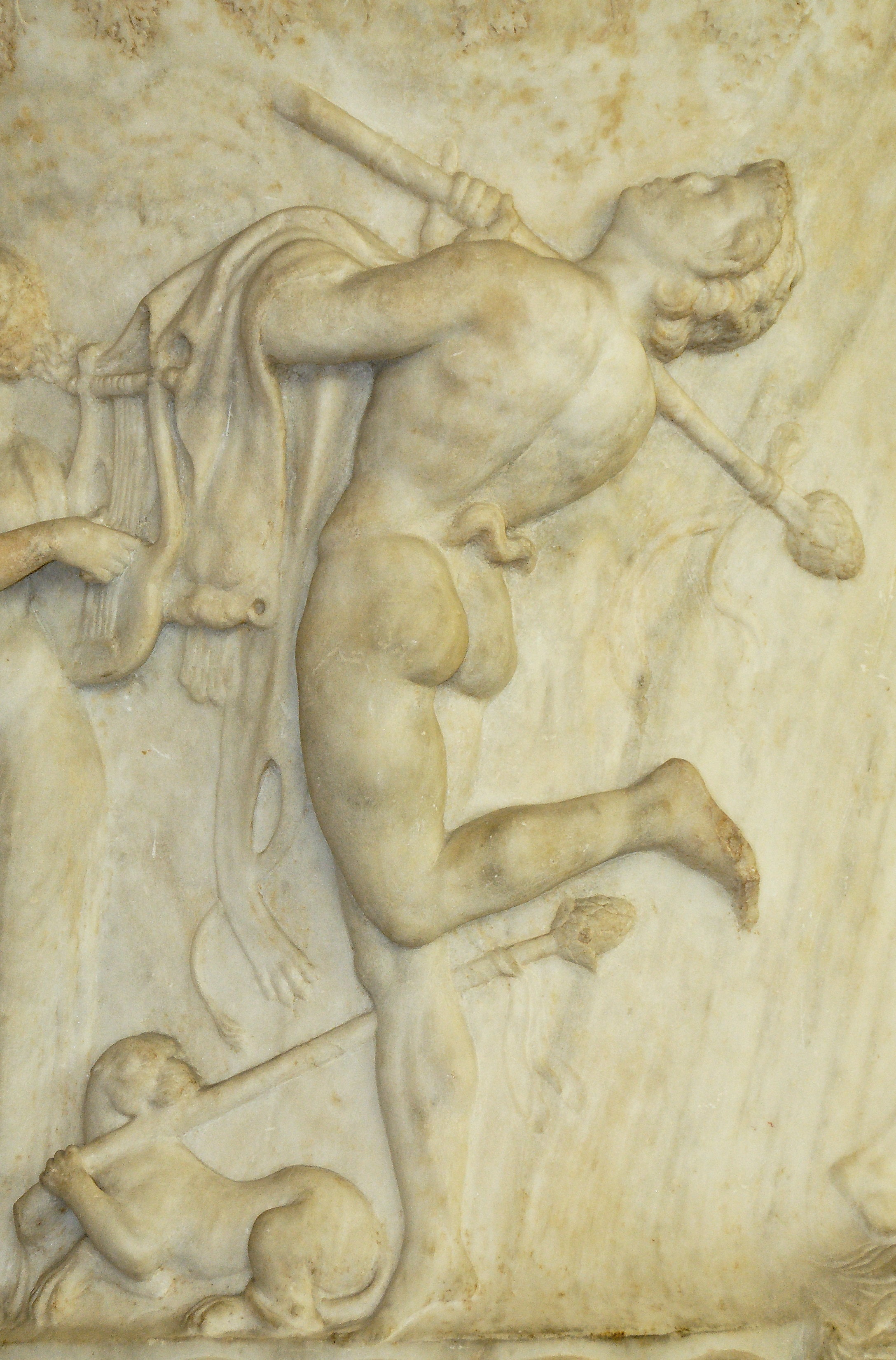
Exemple du type du satyre dansant, tenant un thyrse et une pardalide. Vase Borghèse, œuvre néo-attique du Ier siècle av. J.-C., musée du Louvre

La statue, plus grande que nature, représente un satyre — reconnaissable à ses oreilles pointues et à sa queue — ivre dansant, la tête renversée, les cheveux flottants, la bouche entrouverte et la jambe gauche violemment relevée en arrière.
La statue est en bronze et composée de six éléments fondus séparément : la tête, le torse, les jambes et les bras, selon toute vraisemblance selon la technique de la cire perdue indirecte. En l'absence de trace du noyau en terre, l'origine de l'œuvre ne peut pas être déterminée avec précision. Les yeux sont en albâtre et comportent un creusement où étaient fixés l'iris et la pupille, aujourd'hui perdus. Seules ont survécu la tête, le torse et la jambe gauche. Manquent donc une partie de la chevelure, le bras gauche, cassé au niveau de l'épaule, le bras droit jusqu'à mi-biceps et la jambe droite, cassée à mi-cuisse. Une armature en métal a été placée dans l'œuvre au cours de sa restauration afin de lui rendre sa station debout ; il n'a toutefois pas été possible de rendre pleinement le renversement en arrière du satyre.
Le bronze, épais en moyenne de 6 mm, porte sept marques sur l'épaule droite, avec des restes de soudure qui ont dû servir pour fixer un attribut. Le talon gauche porte deux trous de fixation permettant le passage d'un tenon, peut-être pour fixer un attribut, ou pour relier le Satyre à une autre statue. L'épaule gauche a fait l'objet d'une réparation antique ; la statue comporte également des tasseli destinés à réparer des défauts de surface à ou à cacher les jets de fusion.

## Interprétation

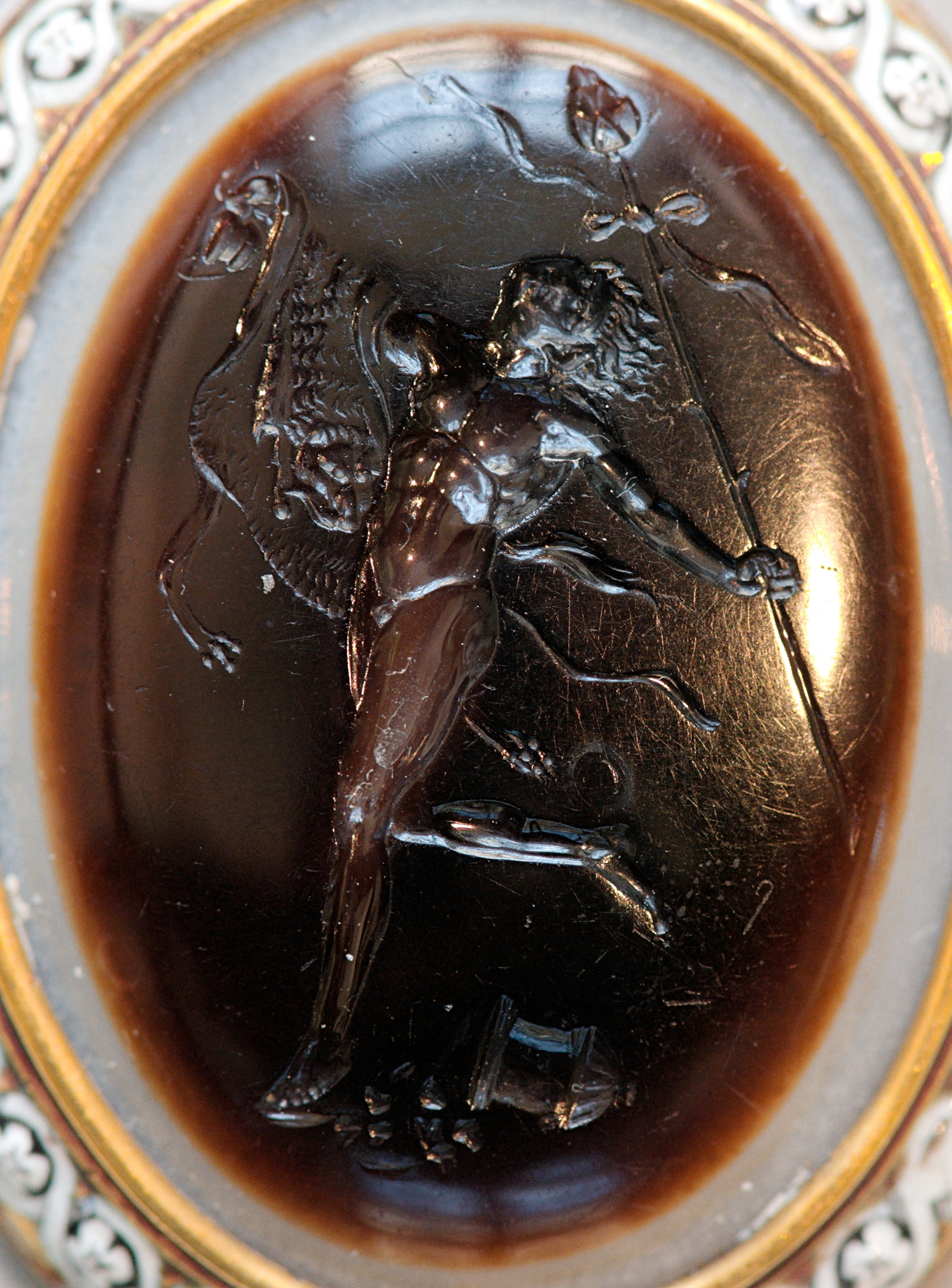
Satyre dansant, intaille en sardonyx du Ier siècle av. J.-C. ou des débuts de l'ère chrétienne, Cabinet des médailles, Bibliothèque nationale de France

L'attitude du satyre, dansant et en extase, est bien connue dans l'art grec : on la retrouve pour Pan et les satyres dans la peinture sur vases attique des Ve et VIe siècles av. J.-C., dans la sculpture ornementale et dans les arts mineurs. Le satyre danse probablement la σίκιννις / síkinnis, danse traditionnelle du chœur de satyres dans le drame satyrique, pleine de sauts et d'entrechats, ou encore la στρόϐιλος / stróbilos, une danse tournoyante que l'on rencontre chez Aristophane.
Du fait de la perte des bras, le Satyre ne porte plus d'attributs. Sur la base notamment d'un camée du Musée archéologique national de Naples, on l'a proposé tenant un thyrse dans la main droite et un canthare dans la main gauche, avec une pardalide sur le bras gauche. Dans cette hypothèse, les marques portées par le bronze sur l'épaule droite correspondraient au contact des bandelettes du thyrse, et le tenon sur la cheville gauche servirait à supporter l'extrémité du thyrse. D'après des représentations sur des sarcophages ou des margelles de puits, on a également restitué le satyre comme portant un lagobolon (bâton pour chasser les lièvres) dans la main droite ou un cabri sur le bras droit.

## Attribution

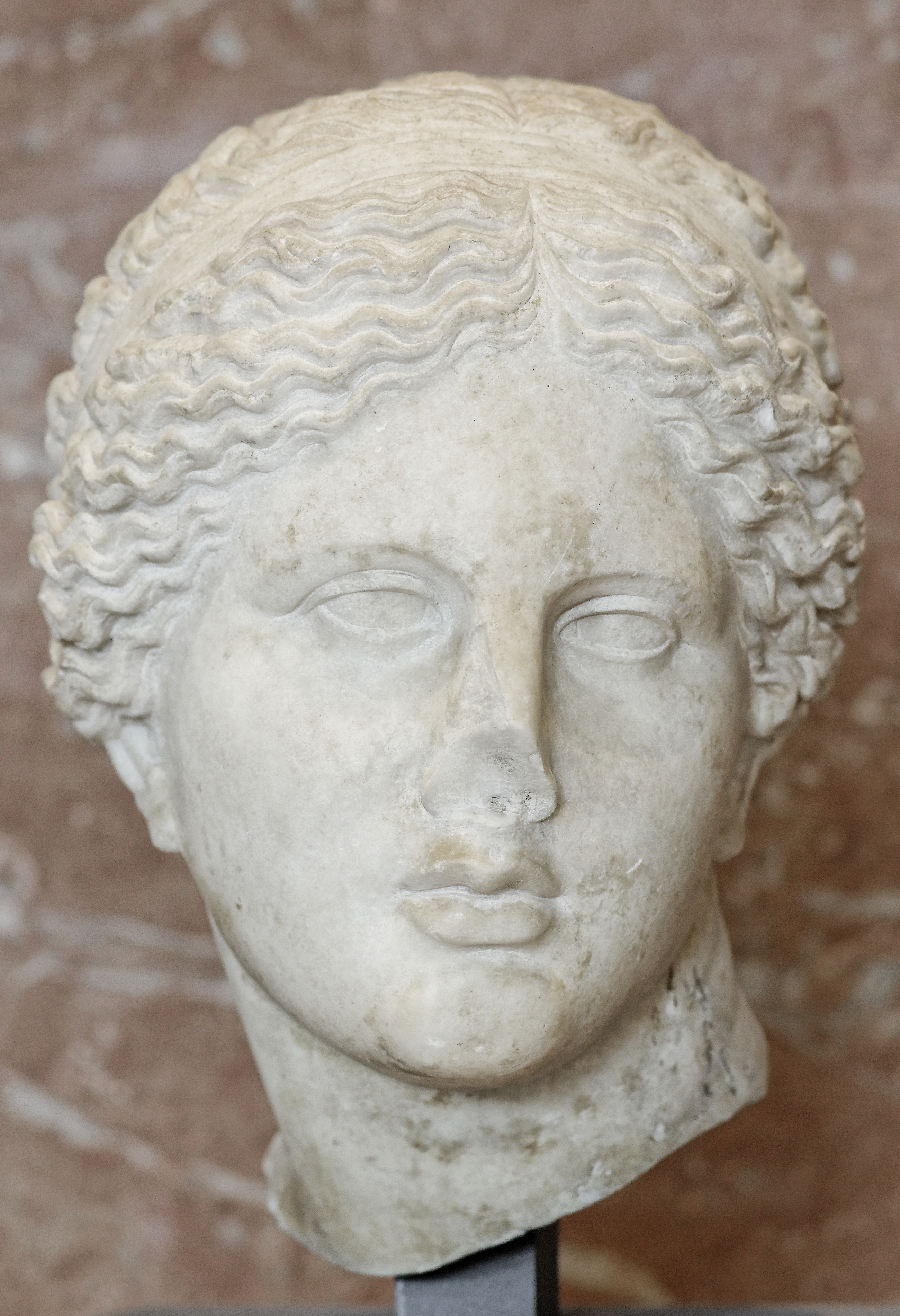
Tête du type de l'Aphrodite de Cnide, musée du Louvre (Ma 421)

On a proposé de voir dans le Satyre dansant un original de Praxitèle sur la base d'une nouvelle interprétation d'un passage de Pline l'Ancien mentionnant « un satyre que les Grecs appellent periboētos » qui accompagne un Liber Pater (Dionysos) et une Méthè (ivresse). Depuis Winckelmann, ce mot est traditionnellement traduit par « fameux », et l'on identifie l'œuvre citée par Pline avec le Satyre au repos ou le Satyre verseur.
La nouvelle hypothèse, fondée sur un passage d'un discours de Platon, propose le sens « qui crie avec frénésie », et note des ressemblances stylistiques avec des types statuaires rattachées avec Praxitèle. Ainsi, la clarté des contours évoquerait le Satyre au repos, l’Aphrodite de Cnide ou encore l'Apollon sauroctone. En particulier, la tête du Satyre se rapprocherait, pour ce qui est du format, de la bouche et du menton, de la tête Borghèse (Ma 421) du musée du Louvre et, pour ce qui est du nez, des arcades sourcilières et de la coiffure, de celle de la Diane de Gabies. Ce satyre periboêtos serait celui que Pausanias voit dans la rue des Trépieds à Athènes et qui était l'une des deux œuvres préférées de Praxitèle : ce serait un monument chorégique dédié à la suite de la victoire du poète tragique Xénoclès, ce qui place l'œuvre vers 360 av. J.-C. Il serait à l'origine de toutes les représentations de satyre en extase que l'on connaît dans l'art grec et romain.
On a reproché à cette hypothèse des rapprochements stylistiques forcés, d'autant que le nez de la Diane de Gabies est une restauration moderne, et non conclusifs : cette statue a été récemment sortie du corpus praxitélien. De manière générale, le style du Satyre dansant a paru trop étranger au style connu de Praxitèle. S'agissant des sources littéraires, on a signalé que le Satyre vu par Pline à Rome au IIe siècle apr. J.-C. ne pouvait guère être celui que Pausanias voit à Athènes au IIIe siècle apr. J.-C..
Il faut en fait distinguer le sujet du Satyre dansant du bronze de Mazara del Vallo à proprement parler. S'agissant du prototype, on distingue deux écoles de pensée : l'une rattache le type au IVe siècle av. J.-C., sans mentionner Praxitèle précisément ; l'autre  en fait une création néo-attique. Quant au bronze lui-même, sa forte proportion en plomb et la forme rectangulaire des tasselli plaident en faveur d'une production romaine : il pourrait s'agir d'une copie en bronze, phénomène attesté par exemple par l'Apoxyomène d'Éphèse.